# Coelogyne candoonensis
Espèce
Statut CITES
Coelogyne candoonensis est une espèce de plantes à fleurs de la familles des Orchidaceae (les orchidées) et du genre Coelogyne originaire des Philippines.